# 比尔·米切尔
比尔·米切尔 （1912年7月2日 - 1988年9月12日）是一位美国汽车设计师，曾在通用汽车从事汽车设计工作。  米切尔曾参与设计1949年款凱迪拉克DeVille、1961-1976年款雪佛兰科尔维特、1970-1981年款雪佛兰卡玛洛等车型。  1977年比尔·米切尔退休。  